# Georg Meier (Schriftsteller)

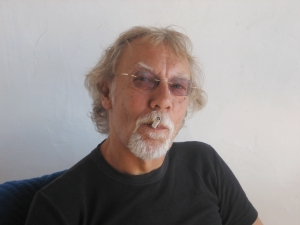
Georg Meier

Georg Meier (* 5. November 1947 in Gießen) ist ein deutscher Schriftsteller und Koch.

## Leben

### Kindheit und Jugend
Georg Meier wurde am 5. November 1947 als zweites von drei Kindern in Gießen geboren. Seine Mutter war Hausfrau, sein Vater betrieb in der Nachkriegszeit erfolgreich einen Schrotthandel. Im Alter von 15 Jahren brach Meier die Realschule ab, verließ das Elternhaus und absolvierte bis 1966 eine Lehre als Koch in Kitzingen und Gießen. 

### „Lehr- und Wanderjahre“
Nach seiner Abschlussprüfung reiste Meier knapp zwei Jahre per Anhalter durch Europa und lebte als Gammler und Beatnik in Marseille, Kopenhagen London, Hamburg, Berlin, Genua, Marseille und Barcelona. Er machte Erfahrungen mit Drogen und der Polizei. Im November 1967 kehrte er nach Hamburg zurück.
Nach dem Tod seiner Mutter 1968 pendelte Meier zwischen Hamburg und seiner Heimatstadt Gießen. Als die Polizei in Hamburg bei ihm Haschisch fand, wurde er festgenommen, da er keinen festen Wohnsitz hatte und als flüchtig galt. Es folgten vier Monate im Gefängnis, von denen er einen in Hamburg und vier in Gießen absaß. Der Rest der Strafe war auf Bewährung ausgesetzt mit der Auflage, bei seinem Vater in Gießen zu wohnen. Im Februar 1969 ging Meier nach Hamburg, wo er sechs Monate lang arbeitete.
Ab März 1970 reiste Meier via Istanbul nach Indien, im Anschluss nach Israel. Regelmäßiger Drogenkonsum gehörte zu seinem Reisealltag; Geld verdiente unter anderem als Dealer. Von Tel Aviv aus gelangte er mit Hilfe des deutschen Konsulats nach Europa. Über Marseille kehrte er schließlich nach Gießen zurück und lebte in einer Kommune. Wegen Verstoßes gegen seine Bewährungsauflagen verbrachte er zwei weitere Monate in Haft.         
Meiers nächste Reise Richtung Indien 1971, auf der er seinen Morphiumkonsum überwand, brach er in Kabul wegen Geldmangel ab und kehrte über Istanbul und Israel und Paris nach Gießen zurück. Die nächste Reise nach Indien mit seiner späteren Frau Cora endete ebenfalls vorzeitig in Pakistan, weil Meier erkrankte.

### Heimkehr und literarisches Schaffen
Seit Anfang 1972 lebte Meier mit Cora in Gießen in besetzten Häusern und WGs und arbeitete in einer Drogenberatungsstelle. 1974 pachtete das Paar eine Gaststätte in Limburg an der Lahn; 1975 heirateten sie. 1976 zog es sie zurück nach Hamburg, wo sie im Januar 1976 die Blues-Kneipe „Hooker“ eröffnen. Das kurz darauf eröffnete Lokal „Holzwurm“ entwickelte sich zu einer populären Spätkneipe für Nachtschwärmer. Das 1991 eröffnete Kneipenrestaurant „Abendroth“ betrieben Cora und Georg Meier bis 1998. 
Seit seiner Jugend schrieb Meier Gedichte, die jedoch weitestgehend unveröffentlicht blieben. Sein erster Roman, an dem er seit 1999 arbeitete, erschien im März 2008 unter dem Titel „Alle waren in Woodstock außer mir und den Beatles“. 2009 folgte der Roman „Härte 10“. In der 2009 erschienenen Anthologie „Rock stories“ veröffentlichte er die Erzählung „Jeff Beck“. 2010 erschien sein dritter Roman „Mit dem Gibbon und John Lennon nach Ancona“. Im Frühjahr 2011 veröffentlichte er die Storys „Kein weiter Weg vom Pudding Shop zum Père Lachaise“.

## Romane

### Alle waren in Woodstock – außer mir und den Beatles
Meiers erster Roman ist deutlich autobiografisch inspiriert und weist kriminalistische Elemente auf. In der Rückschau erzählt der erfolgreiche, aber unglückliche Immobilienbesitzer und Familienvater Michel von seinen Jugendjahren in den 1960ern unter Beatniks und Gammlern, von Reisen und Drogenkonsum, Demonstrationen und Auseinandersetzungen mit der Polizei. Der Erzähler beschreibt das Lebensgefühl der Nachkriegsgeneration, die sich um jeden Preis von den Eltern abgrenzen, der heimatlichen Enge entkommen und das wirkliche Leben kennenlernen wollte. Die Musik durchzieht Erzählgegenwart und -vergangenheit und scheint manchmal wie eine letzte emotionale Verbindung zwischen dem alternden Protagonisten und seiner Jugend zu sein.
Auf der Gegenwartsebene des Romans kommt es zu dubiosen Verwicklungen. Getrieben von der Angst vor einem mysteriösen japanischen Verfolger kommt es zu einer wilden Flucht über die Türkei, Venedig und München. Am Ende löst sich die undurchsichtige Situation in einer überraschenden Wendung auf. 

### Härte 10
Die Erzählgegenwart von Meiers zweitem Roman ist das Nachkriegsjahr 1947, Schauplatz das stark zerstörte Gießen, wo der 57-jährige Protagonist Heinrich Witt versucht, mit seinen Angestellten eine Speditionsfirma aufzubauen. In Gießen tummelt sich eine explosive Mischung aus Vertriebenen, Schwarzhändlern, kriminellen Gestalten und unbelehrbaren Nazis.
Auf einer zweiten Erzählebene wird in Rückblicken und Briefen Witts abenteuerliche Lebensgeschichte eingeflochten. 1910 geht er von Gießen nach Hamburg und von dort aus nach Daressalam in Deutsch-Ostafrika. Dort kommt er durch einen Zufall zu einem Diamantenvermögen. Als der Krieg ausbricht, wird er  eingezogen. Er kann jedoch fliehen, bevor er an die Front kommt, und lebt eine Zeit lang in Istanbul. Nach der Rückkehr nach Deutschland in den 1920er Jahren und dem Aufbau eines Hotelgewerbes entfremdet sich Witt in der Zeit des Nationalsozialismus von seiner regimetreuen Familie, von der nur sein Sohn, ein SS-Mann, den Krieg überlebt. 
Nach dem Kriegsende kehrt Witt nach Gießen zurück und versucht einen Neuanfang. Die bevorstehende Geburt seines Enkels erfüllt ihn mit Vorfreude. Als das Kind zur Welt kommt, stellt sich heraus, dass der Vater offensichtlich nicht Witts nationalsozialistischer Sohn ist, sondern ein farbiger US-Sergeant. Für Witt eine wunderbare Wendung des Schicksals, denn der Enkel Martin sprengt die biedere, von der NS-Ideologie verbrämte Welt seines Sohnes Franz und erinnert ihn an einen Freund in Afrika. Martin und Heinrich Witt wird eine tiefe Zuneigung verbinden; Witt findet seine eigene Weltoffenheit und Unvoreingenommenheit in Martin wieder. Das letzte Kapitel wird aus der Sicht Martins erzählt. Es ist 1967 und er träumt davon, Gießen hinter sich zu lassen und per Anhalter gen Süden zu ziehen.

### Mit dem Gibbon und John Lennon nach Ancona
Willi Windhorst, ein alternder Koksdealer, versucht einen geregelten Alltag zu bestreiten. Der Einzelgänger fühlt sich eigentlich nur in seiner Hamburger Eigentumswohnung wirklich wohl und sicher; über die Jahre ist er misstrauisch und paranoid geworden. Seine sozialen Kontakte beschränken sich nahezu auf seinen Kundenkreis, und dieser schrumpft konstant. 
Aus seiner Ruhe reißt ihn zunächst „Achterbahn-Arno“, Sohn einer Schaustellerfamilie und Kiezgröße auf St. Pauli, der ein Speditionsunternehmen betreibt. Wie Willi versucht auch er trotz seiner Verbindungen zur Hamburger Unterwelt, legal zu leben. Arno ist Willis Kunde, doch darüber hinaus verbindet die beiden besonders die Verehrung für den Rock’n’Roll, die Beatles und die Erinnerungen an gemeinsame Zeiten im Hamburger Star-Club. Arno schlägt Willi ein lukratives illegales Geschäft vor, nach dem er sich endlich zur Ruhe setzen könnte. 
Dann holt Willi die Vergangenheit in Form eines seiner ehemaligen Mitbewohner ein. Mit den WG-Mitgliedern hatte Willi vor dreißig Jahren gebrochen, als diese sich der RAF anschließen wollten. Es stellt sich heraus, dass sie damals einen anderen vermeintlichen Verräter erschossen und auf Willis ungenutztem Grundstück an der Dove Elbe begraben haben. Nun soll das Grundstück zu Bauland erklärt werden und die Mörder befürchten, aufzufliegen. Ein Treffen wird vereinbart, bei dem Willi sein Schweigegeld erhalten soll. Zu seiner Sicherheit nimmt er Arno und seine Waffe mit. Die Situation eskaliert und in Notwehr erschießt Willi den ehemaligen Mitbewohner Erik. Arno gerät zudem in einen Bandenkrieg, dem er nicht mehr gewachsen ist und in den er Willi mit hineinzieht. Jetzt muss Willi nicht nur die geliebte Wohnung, sondern auch Hamburg verlassen. Gemeinsam flüchtet das ungleiche Paar nach Italien.

## Veröffentlichungen
- Alle waren in Woodstock – außer mir und den Beatles. Dittrich Verlag, Berlin 2008. ISBN 978-3-937717-77-7.
- Härte 10. Dittrich Verlag, Berlin 2009. ISBN 978-3-937717-34-0.
- Beck-Ola In: Rock Stories, hg. von Thomas Kraft, Langen Müller, München 2009. ISBN 978-3-7844-3195-6.
- Mit dem Gibbon und John Lennon nach Ancona. Dittrich Verlag, Berlin 2010. ISBN 978-3-937717-40-1.
- Kein weiter Weg vom Pudding Shop zum Père Lachaise. Dittrich Verlag, Berlin 2011. ISBN 978-3-937717-64-7.
- Das Jahr der wundersamen Elvis-Vermehrung. Dittrich Verlag, Berlin 2012. ISBN 978-3-937717-72-2.